# Heuglins brilvogel
Heuglins brilvogel (Zosterops poliogastrus) is een vogel uit de familie Zosteropidae (brilvogels). De vogel werd in 1861 geldig beschreven door Theodor von Heuglin. Eerder werd de kaffabrilvogel (Z. kaffensis) beschouwd als een ondersoort van deze vogel.

## Kenmerken
De vogel is 11 tot 12 cm lang. Heuglins brilvogel is net als alle andere brilvogels een olijfgroene vogel met een gele keel, een zwarte puntige snavel en een witte oogring. De oogring van Heuglins brilvogel is veel breder dan gewoonlijk, daarom wordt hij ook wel 'breedringbrilvogel' genoemd. Heuglins brilvogel leeft vaak in groepen tot 30 en in het natte seizoen tot soms wel 50 individuen.
Beide vogels bouwen een komvormig nest wat bestaat uit grassen, mossen en korstmossen. De binnenkant wordt bekleed met vezels. Het nest wordt vastgemaakt aan de takken van een struik of kleine boom. Er worden twee of drie eieren gelegd en beide seksen broeden. De jongen blijven 15 dagen in het nest.

## Verspreiding en leefgebied
Deze soort komt voor in het noordoosten van Afrika in de landen Ethiopië en Eritrea. Zijn natuurlijke leefgebied is vochtig hellingbos, maar hij komt ook voor op plantages en soms zelfs in tuinen.

## Status
De grootte van de populatie is niet gekwantificeerd, maar er is geen aanleiding te veronderstellen dat de soort in aantal achteruit gaat, daarom staat Heuglins brilvogel als niet bedreigd op de Rode Lijst van de IUCN.